# Тачър (град)
Тачър (на английски: Thatcher) е град в окръг Греъм, щата Аризона, САЩ. Тачър е с население от 4696 жители (2007) и обща площ от 11,3 km². Намира се на 887 m надморска височина. ЗИП кодът му е 85552, а телефонният му код е 928.